# Глінка Борис Борисович
Глі́нка Бори́с Бори́сович (нар. 14 (27) вересня 1914 — пом. 11 травня 1967) — радянський льотчик-ас, учасник Другої світової війни. Герой Радянського Союзу (1943), полковник авіації (1951).

## Життєпис
Народився 14 (27) вересня 1914 року в селищі Олександрів Дар (нині — в межах міста Кривий Ріг Дніпропетровської області) в родині робітника. Українець. Закінчив 7 класів школи у 1928 році.
З 1929 року — прохідник криворізької шахти імені МОПРа. У 1934 році закінчив Криворізький гірничий технікум. Повернувся на рідну шахту, де обіймав посади змінного техніка, гірничого техніка, завідувача дільницею. У 1936 році закінчив криворізький аероклуб, у тому ж році закінчив Херсонську авіаційну школу льотчиків ЦПФ і був залишений при школі льотчиком-інструктором.
У лавах РСЧА з 31 грудня 1939 року. У 1940 році закінчив 8-му Одеську військову авіаційну школу пілотів імені П. Д. Осипенко. Член ВКП(б) з травня 1940 року. Проходив службу в Конотопському військовому авіаційному училищі: льотчиком-інструктором, а з травня 1941 року — командиром ланки.
Учасник німецько-радянської війни з червня 1941 року. До евакуації училища на Північний Кавказ у серпні 1941 року брав участь у протиповітряній обороні Конотопського залізничного вузла. З вересня 1942 року проходив службу в 45-му (100-му гвардійському) винищувальному авіаційному полку: командир ланки, з травня 1943 року — ад'ютант ескадрильї, з серпня 1943 року — заступник командира ескадрильї, з листопада 1943 року — командир ескадрильї, з січня 1944 року — заступник командира полку. З червня 1944 року — командир 16-го гвардійського винищувального авіаційного полку. Воював на Північно-Кавказькому, Південному, 4-му, 2-му та 1-му Українських фронтах. Тричі був поранений, після останнього поранення 14 липня 1944 року участі в бойових діях більше не брав.
Всього за період 1943—1944 років здійснив понад 115 бойових вильотів, провів близько 50 повітряних боїв, у яких збив особисто 30 і в складі групи — 1 літак супротивника.
Після війни продовжив військову службу. З 1946 року — старший інспектор-льотчик з техніки пілотування і теорії польоту 6-го гвардійського винищувального авіаційного корпусу 2-ї повітряної армії в Центральній групі військ, згодом — на тій самій посаді у 303-й винищувальній авіаційній дивізії 1-ї повітряної армії Білоруського військового округу. У 1947 році вступив, а у 1952 році закінчив Військово-повітряну академію. З 1952 року — заступник начальника Фрунзенського військового авіаційного училища льотчиків з льотної підготовки. З лютого 1953 року — заступник командира 13-ї гвардійської винищувальної авіаційної дивізії 73-ї повітряної армії. З серпня 1957 року — заступник начальника Борисоглібського військового авіаційного училища льотчиків з льотної підготовки. З лютого 1961 року служив у Центрі підготовки космонавтів — начальник командного пункту Управління космічними польотами, помічник начальника Відділу льотно-космічної підготовки з льотної підготовки, помічник начальника 3-го відділу ЦПК з льотної підготовки.
Мешкав у селищі Чкаловському Московської області, де й помер 11 травня 1967 року. Похований у місті Щолково на Гребенському кладовищі.

## Нагороди
Указом Президії Верховної Ради СРСР від 24 травня 1943 року «за зразкове виконання бойових завдань командування на фронті боротьби з німецькими загарбниками та виявлені при цьому відвагу і героїзм», лейтенантові Глінкі Борису Борисовичу присвоєне звання Героя Радянського Союзу з врученням ордена Леніна і медалі «Золота Зірка» (№ 991).
Також нагороджений трьома орденами Червоного Прапора (05.04.1943, 24.04.1943, 06.11.1943), орденами Вітчизняної війни 1-го ступеня (31.05.1946), Червоної Зірки (30.12.1956) і медалями.

## Пам'ять
У містах Чкаловський і Кривий Ріг на фасадах будинків, у яких жив Б. Б. Глінка, встановлено меморіальні дошки.